# Stripped (canción)
«Stripped» (en español, Desnudo; sin embargo, es una palabra que también se traduce como raspado, rasgado o rayado) es el décimo quinto disco sencillo del grupo inglés de música electrónica Depeche Mode, el primero desprendido de su álbum Black Celebration, publicado en 7 y en 12 pulgadas solo en Europa en 1986.

La canción «But Not Tonight» fue el lado B estándar. «Stripped» y «But Not Tonight» fueron compuestas por Martin Gore. «But Not Tonight» fue incluida adicionalmente en la edición estadounidense de Black Celebration.
Los otros lados B fueron las canciones «Breathing in Fumes» y «Black Day». «Breathing in Fumes» es una nueva canción utilizando samples de «Stripped» y «Black Day» es una versión acústica cantada por Martin Gore, coescrita por Alan Wilder y Daniel Miller, de la canción «Black Celebration» que dio título al álbum. Una versión extendida de "But Not Tonight" se incluyó también en la edición europea en CD del álbum Black Celebration.
Por su parte, la versión larga de «Stripped», llamada Highland Mix y que fuera durante varios años la reproducida en conciertos, fue realizada por el productor Mark Ellis Flood, quien previamente se encargara de la ingeniería del sencillo «Shake the Disease» y posteriormente trabajara con Depeche Mode produciendo sus álbumes Violator y Songs of Faith and Devotion.
«Stripped» y «But Not Tonight» fueron los últimos, o penúltimos, temas de DM en tener propiamente versión larga y versión corta.

## Descripción
«Stripped» es un tema aún endeudado con el sonido eminentemente industrial de los primeros años de DM, y sobre todo con el de los discos inmediatamente anteriores, pues se plantea como una función sugerente tras de un curioso inicio en el cual se oye el sonido de una guitarra, el motor de un coche encendiéndose, y aunque paradójicamente la primera base es minimalista la segunda es la propiamente industrial, el sampler de cuerdas en notación grave como acompañamiento principal de toda la canción y una última base sostenida bastante dramática hacia y hasta la coda.
En lo lírico por otro lado resulta atrevida y muy abierta, pues «Stripped» es una forma de decir en inglés desnudo, aunque por contexto es también rayado, de hecho en la proyección del concierto Devotional se pueden ver varias manos escribiendo «Stripped» una y otra vez sobre lo ya escrito hasta que la palabra quedaba bastante “rayada”, con lo cual el tema contiene un cierto juego de palabras; aunque el significado básico es el del estribillo que repite “Permíteme verte desnuda al completo”.
Por lo demás, el resto de la letra inicia proponiendo a una chica ir hacia los árboles, “regresar a la Tierra”, pidiéndole se desnude mientras el resto sigue criticando la vida urbana con frases como “Permíteme oírte tomar decisiones sin tu televisión” y en la coda frases más emocionales con “Permíteme oírte hablando sólo por mí, Permíteme oírte llorando sólo por mí”. Lo curioso es que la letra no es en particular abundante, es muy breve, con lo cual resalta de nuevo su forma minimalista, y a diferencia de muchos temas de DM es casi por completo a una sola voz.
Pese a su buen recibimiento y su status de culto, curiosamente el tema solo ha sido incluido en una compilación de sencillos, The Singles 86>98 de 1998.

## Formatos
En disco de vinilo
7 pulgadas Mute 7 Bong10  Stripped
| Lado A |            |          |  |
| N.º    | Título     | Duración |  |
| 1.     | «Stripped» | 3:47     |  |

| Lado B |                   |          |  |
| N.º    | Título            | Duración |  |
| 1.     | «But Not Tonight» | 4:15     |  |

12 pulgadas Mute 12 Bong10  Stripped – Highland Mix
| Lado A |                                    |          |  |
| N.º    | Título                             | Duración |  |
| 1.     | «Stripped» (Highland Mix)          | 6:41     |  |
| 2.     | «But Not Tonight» (Extended Remix) | 5:10     |  |

| Lado B |                                     |          |  |
| N.º    | Título                              | Duración |  |
| 1.     | «Breathing in Fumes»                | 6:05     |  |
| 2.     | «Fly on the Windscreen» (Quiet Mix) | 4:23     |  |
| 3.     | «Black Day»                         | 2:36     |  |

En CD
CD 1988
| Mute CD12Bong10 Stripped |                                     |          |  |
| N.º                      | Título                              | Duración |  |
| 1.                       | «Stripped» (Highland Mix)           | 6:42     |  |
| 2.                       | «But Not Tonight» (Extended Mix)    | 5:12     |  |
| 3.                       | «Breathing in Fumes»                | 6:05     |  |
| 4.                       | «Fly on the Windscreen» (Quiet Mix) | 4:15     |  |
| 5.                       | «Black Day»                         | 2:46     |  |

CD 1991
Para la colección The Singles Boxes 1-3 de ese año, con lo cual de paso se publicó por primera vez como lado A en América.
| Mute CD Bong10 Stripped – Highland Mix |                                     |          |  |
| N.º                                    | Título                              | Duración |  |
| 1.                                     | «Stripped»                          | 3:51     |  |
| 2.                                     | «But Not Tonight»                   | 4:16     |  |
| 3.                                     | «Stripped» (Highland Mix)           | 6:41     |  |
| 4.                                     | «But Not Tonight» (Extended Remix)  | 5:13     |  |
| 5.                                     | «Breathing in Fumes»                | 6:06     |  |
| 6.                                     | «Fly on the Windscreen» (Quiet Mix) | 4:24     |  |
| 7.                                     | «Black Day»                         | 2:37     |  |

## But Not Tonight
El sello americano de la banda, Sire Records, prestó la canción «But Not Tonight» en la secuencia de créditos de una película llamada Modern Girls por lo cual se publicó como sencillo en los Estados Unidos, al revés, con el tema «Stripped» como lado B. But Not Tonight es una canción que Depeche Mode grabó en un solo día, aunque pocos seguidores y especialmente la propia banda la vieron como una "canción menor", ciertamente generó un mayor interés y ganó bastante más popularidad que la propia película, mientras otros seguidores la apreciaron como una de las mejores de DM.
«But Not Tonight» sería una balada sosegada con una melodía básica a través de sintetizador por Alan Wilder, muy parecida a las ejercitadas en temas como «Told You So», «Master and Servant» y el posterior «Strangelove», pasando de una notación grave a una intermedia aguda consiguiendo un efecto instantáneo de ritmo, en éste en su forma más melancólica, si bien la letra en realidad no transmite tanto como un sentimiento de tristeza, excepto por la línea que le da nombre al concluir la segunda estrofa, “Pero no como esta noche”, y la tercera específica, “Pero no esta noche”.
La segunda base electrónica que complementa la del teclado y además cierra la canción, aunque en la versión para Europa del tema es la que abre la canción, es muy tristona pues todo el tiempo simula un acongojado suspiro.
En cuanto la letra, esta habla simplemente sobre soledad, pero no en un sentido peyorativo sino un tanto festivo al hacerla sentir esta a uno después de mucho tiempo con vida como clama en los estribillos, “y no me había sentido tan vivo en años”.
Sobre porque el grupo la haya considerado un tema menor, aparentemente se debió justo a su planteamiento lírico, pues para aquella época ya tenían sentada fama de provocativos y hasta escandalosos. De cualquier manera, la línea melódica fue después reutilizada por el propio Martin Gore para su tema de 2001 «Dream on», pero ejecutada con guitarra acústica. En 2005, Gore retomó la parte inicial de la melodía de nuevo con guitarra para el tema «Suffer Well» de David Gahan.
Se publicó solo en los Estados Unidos, y solo en disco de vinilo.
Formatos
7 pulgadas Sire 7-28564  But Not Tonight
| Lado A |                   |          |  |
| N.º    | Título            | Duración |  |
| 1.     | «But Not Tonight» | 3:54     |  |

| Lado B |            |          |  |
| N.º    | Título     | Duración |  |
| 1.     | «Stripped» | 3:49     |  |

12 pulgadas Sire 0-20578  But Not Tonight
| Lado A |                                  |          |  |
| N.º    | Título                           | Duración |  |
| 1.     | «But Not Tonight» (Extended Mix) | 6:17     |  |
| 2.     | «Breathing in Fumes»             | 6:04     |  |

| Lado B |                           |          |  |
| N.º    | Título                    | Duración |  |
| 1.     | «Stripped» (Highland Mix) | 6:41     |  |
| 2.     | «Black Day»               |          |  |

## Vídeos promocionales
"Stripped" fue dirigido por Peter Care, el último de los tres videos que realizó para Depeche Mode después de "Shake the Disease" e "It's Called a Heart".
El vídeo de "Stripped" tuvo también una forma poco más agresiva a lo que DM había manejado hasta ese momento, pues comienza con la imagen del coche encendiéndose, para mostrar un escenario de campo en la noche, como lo describe en la letra, aunque más o menos de ambientación lúgubre, y cuando comienza la base industrial la imagen de los integrantes de DM aporreando con mazos el coche, destrozándolo poco a poco. Lo demás es menos lacerante, pues Dave Gahan y Martin Gore aparecen cantando frente a una proyección de sus rostros.
"Stripped" se incluye en la colección The Videos 86>98 de 1998 y posteriormente en The Best of Depeche Mode Volume 1 de 2006.
"But Not Tonight" fue dirigido por Tamra Davis, el único vídeo realizado por una directora para Depeche Mode. En él se muestra a los integrantes de la banda tocando la canción, intercalados con algunas, pocas, imágenes de Modern Girls. El video se incluyó en la reedición Videos 86>98 + de 2002. Sin embargo, del video se realizaron otro par de ediciones ya sin imágenes de la película y acotando la canción, para efectos promocionales en otros medios.
Ambos vídeos, tanto "Stripped" como "But Not Tonight", se incluyen en Video Singles Collection de 2016, y ambos en dos versiones, las originales, así como de "Stripped" una versión alterna no publicada previamente, y también de "But Not Tonight" una de las versiones alternas bajo la identificación de Pool versio.
Para la gira Devotional Tour Corbijn adicionalmente realizó una proyección de fondo como acompañamiento para las interpretaciones de "Stripped". En esta se muestra la palabra "Stripped" siendo escrita una y otra vez hasta quedar la superficie blanca completamente rayada, mientras por otro lado se ve frontalmente un cuerpo femenino desnudo a través de una cámara empañada, cuya toma se mueve también una y otra vez mostrando solo el desnudo, con lo cual la proyección contuvo ambos significados implícitos en la palabra "Stripped". De la misma forma, para el Global Spirit Tour de 2017-18 apareció con una pantalla rayada como acompañamiento visual.

## En directo
«Stripped» ha sido de los temas más consistentes en conciertos de DM desde su introducción en 1986, así estuvo presente en los Black Celebration Tour, Tour for the Masses y World Violation Tour, en los Devotional Tour y Exotic Tour, en todas las presentaciones; luego se incluyó en The Singles Tour, pero rotándose con "Behind the Wheel", es decir, no en todas las fechas; después se incorporó en la segunda mitad de la gira Touring the Angel y en todas las fechas del Tour of the Universe; y, posteriormente en fechas del Delta Machine Tour, del Global Spirit Tour, así como del Memento Mori World Tour.
Las primeras interpretaciones en directo eran con percusión acústica de los tres músicos ejecutantes de DM, posteriormente fue solo electrónica como se puede apreciar en el álbum Devotional, aunque, para el Exotic Tour, Alan Wilder la llevó a cabo por primera vez en batería, y desde la gira The Singles Tour de 1998, como la mayoría del repertorio de DM, se interpretó de nuevo en forma electroacústica con el baterista austriaco Christian Eigner haciendo la característica percusión. Cabe destacar que en todas las primeras giras en donde tuvo presencia, se reproducía en una aproximación de la forma Highland Mix, mientras desde el Touring the Angel, con la práctica desaparición de las versiones largas y cortas, se optó por la forma como aparece en el álbum, sin embargo lo llamativo es que casi siempre resulta en una función más bien larga, pues siempre se ha conservado la entrada extendida con la característica notación dramática del teclado, solo la que aparece en el directo 101 dura más de seis minutos, la más larga de todas las de ese disco.
En 2013, como preámbulo al Delta Machine Tour, Martin Gore interpretó "But Not Tonight" en una versión acústica solo con piano de Peter Gordeno, en el club nocturno The Troubadour de Hollywood, siendo la tardía primera vez que el tema se llevó a cabo en directo; después se incorporó como tema opcional en esa forma para tal gira. Como dato, es el tema de DM que debutó en directo después de más tiempo desde su publicación, 27 años, sin considerar aquellos otros temas que de plano el grupo nunca interpretó en directo, si bien no llegó a ser interpretado en la forma como aparece en el álbum. Fue también el último lado B del grupo integrado en conciertos.
Posteriormente, "But Not Tonight" reapareció en la misma forma en el Global Spirit Tour en algunas fechas y en el Memento Mori World Tour, también solo algunas fechas.
Alan Wilder nunca llegó a interpretar "But Not Tonight" en directo.

## Versión de Rammstein
El grupo alemán de Neue Deutsche Härte Rammstein grabó una versión de «Stripped», que por su parte publicó como sencillo propio el 27 de agosto de 1998. Se trata de la única canción de la discografía de Rammstein interpretada íntegramente en inglés. Till Lindemann canta el tema en un registro más grave que el del original. El estribillo de la versión de Rammstein está caracterizado por un riff con mucha distorsión interpretado al unísono por las guitarras eléctricas de Paul Landers y Richard Kruspe, en contraposición al sintetizador propio de la música electrónica que aparece en el original. Además, en la versión del grupo alemán la línea «Let me see you stripped down to the bone» se acorta a simplemente «Let me see you stripped» sin embargo en la versión extendida llamada Heavy Mental Mix sí contiene el verso completo.
La portada del sencillo es obra del artista plástico austriaco Gottfried Helnwein.

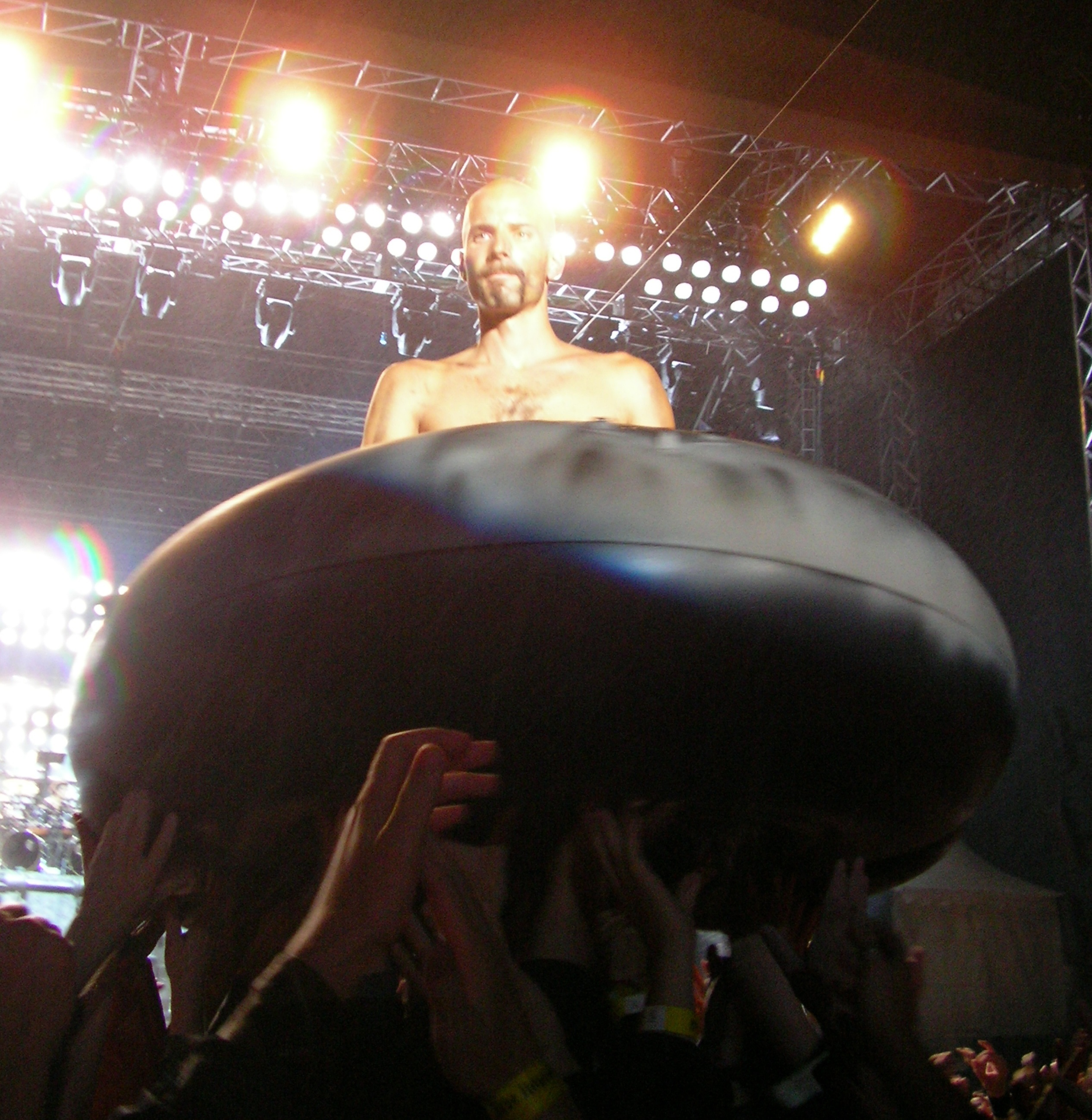
Oliver Riedel navegando sobre el público durante una interpretación de Stripped.

| Motor Music 044 141-2 Stripped |                                                                                       |          |  |
| N.º                            | Título                                                                                | Duración |  |
| 1.                             | «Stripped»                                                                            | 4:25     |  |
| 2.                             | «Stripped» (Psilonaut Mix)                                                            | 4:28     |  |
| 3.                             | «Stripped» (Heavy Mental Mix)                                                         | 5:12     |  |
| 4.                             | «Stripped» (Tribute to Düsseldorf Mix)                                                | 5:10     |  |
| 5.                             | «Stripped» (FKK Mix)                                                                  | 4:35     |  |
| 6.                             | «Wollt Ihr Das Bett in Flammen Sehen» (vídeo en directo en la Arena, Berlín, en 1996) | 5:01     |  |

### Vídeo musical
El video musical de «Stripped» contiene imágenes editadas de Olympia, película de 1938 dirigida por Leni Riefenstahl, directora de documentales propagandísticos en tiempos de la Alemania Nazi. Dicho filme está realizado con material grabado durante los Juegos Olímpicos de Berlín 1936. El uso de las imágenes de Riefenstahl motivó que Rammstein fueran acusados públicamente de tener inclinaciones filonazis (véase Ideología de Rammstein).

### Versiones en directo
Rammstein tocó por primera vez «Stripped» en directo durante la gira estadounidense de Sehnsucht. A finales de 2001 se convirtió en el tema que cerraba habitualmente los espectáculos de la banda germana. Durante las interpretaciones en vivo, el bajista Oliver Riedel suele navegar por encima del público en un bote inflable, acrobacia que en los primeros años del grupo ejecutaba Flake Lorenz durante la canción Seemann. En directo, Stripped puede llegar a durar hasta 10 minutos.

## Otras versiones
- En 2001, el cantante Scott Weiland participó con una versión de "But Not Tonight" en la banda sonora de la película Not Another Teen Movie.
- La banda alemana Scooter, incluyó una versión de "Stripped" en su álbum de 2004 Mind the Gap.
- El cantante Jimmy Somerville incluyó una versión de "But Not Tonight" en su álbum Home Again de 2004.
- La banda sueca Kent durante su gira de 1998 estuvo interpretando una versión de "Stripped" como cierre de sus conciertos, citándola como una de sus canciones favoritas que ellos no escribieron.